# Qiu (Handan)
Qiu (chinesisch 邱县, Pinyin Qiū Xiàn) ist ein chinesischer Kreis der Stadt Handan in der Provinz Hebei. Qiu hat 444,3 km² und 227.578 Einwohner (Stand: Zensus 2010). Sein Hauptort ist die Großgemeinde Xinmatou (新马头镇). Insgesamt setzt sich der Kreis aus zwei Großgemeinden, vier Gemeinden und einer Nationalitätengemeinde zusammen. Letztere ist die „Gemeinde Chencun der Hui (陈村回族乡)“.